# Dimorphorchis rossii
Dimorphorchis rossii är en orkidéart som beskrevs av Jack Archie Fowlie. Dimorphorchis rossii ingår i släktet Dimorphorchis och familjen orkidéer. Inga underarter finns listade i Catalogue of Life.

## Bildgalleri

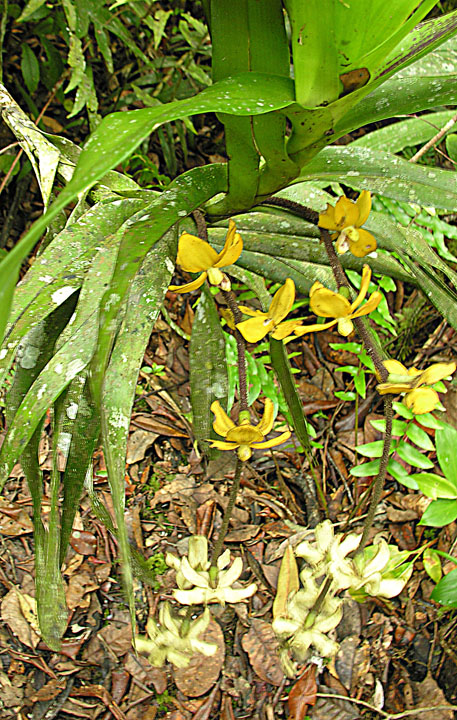